# Bulbophyllum quasimodo
Bulbophyllum quasimodo é uma espécie de orquídea (família Orchidaceae) pertencente ao gênero Bulbophyllum. Foi descrita por Jaap J. Vermeulen em 1991.